# Costa Scarpuccia
Costa Scarpuccia è una strada collinare di Firenze (le "coste" sono infatti le strade in ripida pendenza dentro le mura), che si trova in Oltrarno, tra via de' Bardi e la costa San Giorgio. Lungo il tracciato incontra via del Canneto. 

## Storia
Per quanto lo Stradario storico amministrativo del Comune di Firenze indichi la denominazione come "di origine non chiara", è più che presumibile che questa - già attestata alla fine del Duecento a individuare la località - faccia riferimento alla 'scarpata' del poggio dei Magnoli, visto che la strada, in meno di duecento metri e determinando un'ampia curva, supera un dislivello di circa venticinque metri, ugualmente sottolineato dal termine 'costa' ancora in uso. 
Al di là dell'antichità del toponimo il tracciato ha assunto le attuali caratteristiche solo in tempi a noi vicini. Nella carta delineata da Ferdinando Ruggieri nel 1731 la zona, ad esempio, appare già individuata con il termine "la Scarpuccia", ma la strada appare segnata per poche decine di metri e quindi bruscamente interrotta sul piazzale antistante la chiesa dei Santi Agostino e Cristina (detta piazza Sant'Agostino) e da qui proseguire con una scalinata fino alla costa San Giorgio. Presumibilmente solo nella seconda metà del Settecento (o almeno così appare nella carte consultate) la strada raggiungerà l'altezza della costa San Giorgio, per assumere poi le odierne caratteristiche solo nel 1873, anno nel quale sappiamo il Comune impegnato ad ampliare e lastricare le vie limitrofe. In una stampa del 1789 si vede arco che scavcalca la strada all'altezza del bivio con via de' Bardi: probabilmente si trattava di un contrafforte o di una porta a protezione della chiesa di Sant'Agostino, che comunque fu demolito durante i lavori del 1873.

## Descrizione
Per quanto scarsamente frequentata, per il suo rapido salire e per il suo offrire alcuni suggestivi scorci sulla città, la strada è da considerarsi di notevole rilevo urbanistico.

### Edifici
| Immagine | N°  | Nome                                    | Descrizione |
| -------- | --- | --------------------------------------- | --- |
|          | 1r  | Palazzo                                 | Il palazzo si sviluppa per quattro piani organizzati su cinque assi lungo via de' Bardi 9-11, il piano terreno con un paramento in pietra al centro del quale è il grande portone ad arco incorniciato da bozze di pietra liscia, i piani superiori con le finestre sempre ad arco allineate lungo il marcadavanzale e su superfici a intonaco lavorate a finto bugnato. Si tratta di un bell'edificio databile alla seconda metà dell'Ottocento, certamente eretto su ben più antiche preesistenze e comunque, nel suo insistito rimandare alla tradizione architettonica cinquecentesca (come nella gronda alla fiorentina con il suo vistoso aggetto), assolutamente in sintonia con la teoria di edifici che gli si affiancano, in un punto della via particolarmente suggestivo, contrassegnato dalla salita di costa Scarpuccia. Ad arricchire il fronte sono tre fasce a graffito collocate al di sotto dei ricorsi, ciascuna con diversi motivi: nel primo sono leoni alati e al centro un'alzata di frutta, nel secondo un tralcio ondulato con fiori e palmette, nel terzo (il meglio conservato indipendentemente dal recente restauro) motivi zoomorfi intervallati da palmette esplose e calici biansati. Anche lo spazio tra le finestre dell'ultimo piano doveva ospitare motivi graffiti, come suggerisce una sagoma superstite all'estrema sinistra. Nell'ampio androne con la volta dipinta a cassettoni si vede una lunetta con al centro un tondo con un'arme familiare in monocromo, segnato da una cicogna e tre stelle. I prospetti sono stati oggetto di restauro tra il 2020 e il 2021. |
|          | 1b  | Porzione di casa                        | Nella carta delineata da Ferdinando Ruggieri nel 1731 si vede il profilo del baluardo su cui sorge la chiesa dei Santi Agostino e Cristina, con la strada che per un tratto la percorre verso nord in un vicolo cieco. Oggi al posto dei quel vicolo sorge un basso fabbricato, annesso alla casa contigua e segnato dalla porta al numero 1b. Sulla terrazza ivi dterminata si trova l'edicola di un tabernacolo, che anticamente doveva stare a protezione del bastione. |
|          | 3-5 | Ex-chiesa dei Santi Agostino e Cristina | La chiesa e il monastero furono fatti costruire da Cristina di Lorena per gli Agostiniani Scalzi Riformati; da qui deriva la doppia intitolazione dell'edificio, che peraltro fu iniziato nel 1640 su progetto di Bernardino Radi e Gherardo Silvani, quando la granduchessa era già morta. Ampiamente modificata nel 1817, presenta un'unica navata sulla quale si aprono tre cappelle per lato. Soppresso l'ordine nel 1808, il monastero passò in diverse mani private che alterarono profondamente l'originaria struttura. Nel 1866 fu acquistato da Filippo Schwarzenberg che realizzò una nuova facciata; ulteriori ristrutturazioni furono apportate fra il 1866 e il 1873 per l'ampliamento di Costa Scarpuccia. Oggi è sconsacrata e occupata da uffici privati. |
|          | 7   | Giardino Giuliani                       | Qui si trovavano gli orti del convento dei Santi Agostino e Cristina, fondato nel 1634 e soppresso nel 1808. Passato in mani private, nel 1833 il complesso fu del conte Pietro di Teodoro Petroviz (Petrowitz) d'Armis, che promosse tra il 1840 e il 1850 imponenti lavori di ristrutturazione del complesso, definitivamente trasformato in palazzo di residenza con un ampio giardino romantico e podere, peraltro dotato di una strada erbata carrozzabile fatta appositamente tracciare per collegare con minor pendenza la parte bassa della costa Scarpuccia con la sua abitazione. Passato di proprietà nel 1866 a Filippo Schwarzenberg, fu dotato di un notevole parco all'inglese che raggiunse le dimensioni attuali, fino a confinare col giardino Bardini. Negli anni venti del Novecento, pervenuta la proprietà all'americano Charles Harry Coster, fu commissionato al paesaggista inglese Cecil Pinsent un rifacimento della parte del giardino che si affaccia sulla città (1928). |

### Lapidi
Sulla facciata della chiesa dei Santi Agostino e Cristina una lapide bilingue, in ungherese e italiano, ricorda il politico Ferenc Pulszky:
| \| PULSZKY FERENC TUDÓS, ÍRÓ, POLITIKUS, A MAGYAR NEMZETI MÚZEUM IGAZGATÓJA, SZÁMŰZETÉSÉNEK FIRENZEI ÉVEIT (1862-1866) AZ EGYKORI AGOSTON-RENDI KOLOSTORBÓL KIALAKÍTOTT VILLÁBAN TÖLTÖTTE \| 1814·1897 \| FERENC PULSZKY SCIENZIATO SCRITTORE E POLITICO DEL RISORGIMENTO DIRETTORE DEL MUSEO NAZIONALE DI UNGHERIA TRASCORSE I SUOI ANNI DI ESILIO FIORENTINO (1862-1866) IN QUESTA VILLA GIÀ CONVENTO AGOSTINIANO \| \| NELL'ANNO DEL BICENTENARIO DELLA NASCITA MINISTERO DELLE RISORSE UMANE BUDAPEST · MUSEO NAZIONALE DI UNGHERIA COMUNE DI FIRENZE · COMUNE DE BUDAPEST SOCIETÀ PULSZKY BUDAPEST 2014 \| \| \| |           | |
| PULSZKY FERENC TUDÓS, ÍRÓ, POLITIKUS, A MAGYAR NEMZETI MÚZEUM IGAZGATÓJA, SZÁMŰZETÉSÉNEK FIRENZEI ÉVEIT (1862-1866) AZ EGYKORI AGOSTON-RENDI KOLOSTORBÓL KIALAKÍTOTT VILLÁBAN TÖLTÖTTE | 1814·1897 | FERENC PULSZKY SCIENZIATO SCRITTORE E POLITICO DEL RISORGIMENTO DIRETTORE DEL MUSEO NAZIONALE DI UNGHERIA TRASCORSE I SUOI ANNI DI ESILIO FIORENTINO (1862-1866) IN QUESTA VILLA GIÀ CONVENTO AGOSTINIANO |
| NELL'ANNO DEL BICENTENARIO DELLA NASCITA MINISTERO DELLE RISORSE UMANE BUDAPEST · MUSEO NAZIONALE DI UNGHERIA COMUNE DI FIRENZE · COMUNE DE BUDAPEST SOCIETÀ PULSZKY BUDAPEST 2014 |           | |

Nell'angolo in basso a sinistra si trova a rilievo la siglia dell'autore entro un cerchio: «CS/R».

### Tabernacoli

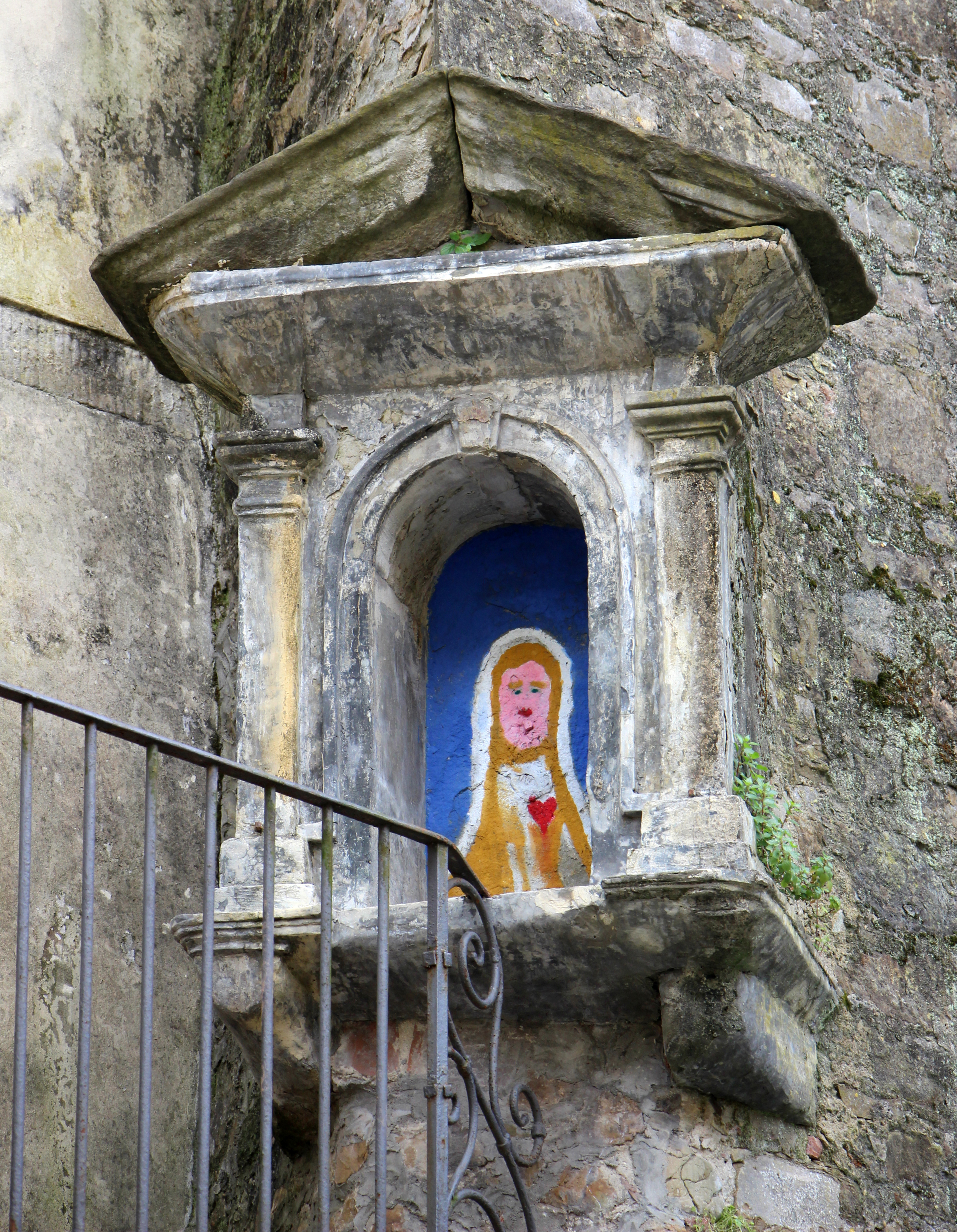
Tabernacolo della costa Scarpuccia

All'inizio della salita, su un baluardo di contenimento del piano della chiesa dei Santi Agostino e Cristina, si trova una nicchia in pietra serena (databile al XVII secolo), contenente oggi un semplice dipinto a tempera di una Madonna velata con un cuore rosso; al tempo di Guarnieri una foto la mostra contenente una semplice statuetta della Madonna di Lourdes, ma l'autore la ricorda come "rimossa ormai da qualche anno".